# Aras (Espanha)
Aras é um município da Espanha
na província e comunidade autónoma de Navarra. Tem 17,72 km² de área e em 2021 tinha 153 habitantes (densidade: 8,6 hab./km²).

## Demografia
| Variação demográfica do município entre 1991 e 2004 | Variação demográfica do município entre 1991 e 2004 | Variação demográfica do município entre 1991 e 2004 | Variação demográfica do município entre 1991 e 2004 |
| --------------------------------------------------- | --------------------------------------------------- | --------------------------------------------------- | --------------------------------------------------- |
| 1991                                                | 1996                                                | 2001                                                | 2004                                                |
| 232                                                 | 227                                                 | 215                                                 | 222                                                 |